# 塔爾伯特港足球俱樂部
塔爾伯特港足球俱樂部（Port Talbot Town F.C.）是威爾士的一家職業足球俱樂部，主場位於威爾士塔爾伯特港。是威爾士最早的職業足球俱樂部之一。目前參加威爾斯足球超級聯賽的賽事。主場球場是Victoria Road球場。

## 外部連結
- Official website （页面存档备份，存于）